# Андорра за зміни
Андорра за зміни (кат. Andorra pel Canvi) — центристська політична партія в князівстві Андорра. Головою партії є Євсебі Номен.

## Досягнення
На парламентських виборах в Андоррі в 2009 році партія отримала 18,86% голосів і 3 депутатських місця в парламенті Андорри. На виборах партія отримала підтримку представленого в парламенті руху Демократичне оновлення (кат. Renovació Democràtica).

## Представники в парламенті
- Євсебі Номен (президент партії)
- Йозеф Марія Бріґве
- Йозеф Оскар Енквентра